# Andrew Wiggins
Andrew Christian Wiggins (Toronto, 23 februari 1995) is een Canadees basketballer in de NBA. 

## Carrière

### Vroege jaren
Andrew Wiggins werd op 23 februari 1995 geboren in Toronto, Ontario in Canada en groeide op in Thornhill, Ontario. Wiggins komt uit een familie van sporters. Zijn vader is Mitchell Wiggins, een voormalig Amerikaanse basketbalspeler die uitkwam in de NBA tussen 1983 en 1992. Zijn moeder is Marita Payne-Wiggins, een voormalig Canadese hardloopster die een zilveren medaille won op de Olympische Spelen in 1984, op het onderdeel 4 x 100 meter estafette. Ze is ook Canadees recordhoudster op de 200 meter sprint. Wiggins heeft twee broers en drie zussen, die net als hij begaafde sporters zijn.

### High school en college
Wiggins speelde als tiener voor Vaughan Secondary School in Vaughan, Ontario en verhuisde in 2011 naar de Verenigde Staten. Tot 2013 kwam hij daar uit voor Huntington Prep School in Huntington, West Virginia.
Wiggins werd voor het seizoen 2013-2014 gerekruteerd door de Kansas Jayhawks, als teamgenoot van het Kameroenese supertalent Joel Embiid. Als primaire optie in de aanval en met zijn verdedigende kwaliteiten maakte Wiggins een succesvol collegejaar door bij Kansas en vergrootte hij de reeds aanzienlijke aandacht van NBA-scouts. Op 13 januari 2014 pakte Wiggins maar liefst 19 rebounds in een overwinning tegen de Iowa State Cyclones. Scorend beleefde hij zijn hoogtepunt op 8 maart 2014, met 41 punten in een verlies tegen de West Virginia Mountaineers.
Na het reguliere seizoen werden Wiggins en de Jayhawks uitgeschakeld in de derde ronde van het NCAA-Tournament door de Stanford Cardinal. Wiggins eindigde het seizoen als topscorer van de Jayhawks met de volgende wedstrijdgemiddeldes: 17.1 punten, 5.9 rebounds, 1.5 assists, 1.2 steals en 1.0 blocks. Hij had een schotpercentage van 44,8%, 34,1% op driepuntspogingen en 77,5% vanaf de vrije worplijn. Wiggins is de hoogstscorende freshman in de geschiedenis van de Jayhawks.

### NBA
In aanloop naar de NBA Draft werd Wiggins samen met zijn teamgenoot Joel Embiid en Jabari Parker van Duke University gescout als een van de drie meest begeerde spelers in de 'Draft Class', die wordt beschouwd als een van de meest getalenteerde in het afgelopen decennium. Tijdens de Draft, op 26 juni 2014, werd Wiggins door de Cleveland Cavaliers als eerste geselecteerd. Op 23 augustus 2014 werd Wiggins speler van de Minnesota Timberwolves in een spelersruil tussen drie teams, die o.a. Kevin Love naar Cleveland stuurde. Ook Thaddeus Young (voorheen spelend bij de Philadelphia 76ers) en Wiggins' landgenoot Anthony Bennett, de nummer één draft pick uit 2013 (Cleveland Cavaliers), verkasten naar Minnesota.

### Spelersprofiel
Wiggins staat vooral bekend om zijn uitzonderlijke atletische vermogens. Hoewel hij qua kracht en lichaamsgewicht (91 kg) nog onderdoet voor de meeste spelers op zijn positie, blinkt hij uit door zijn explosieve snelheid, lenigheid en sprongkracht. Springend uit stand behaalt Wiggins een verbluffende spronghoogte van 112 cm. Hierdoor is hij een goede rebounder en gevaarlijke scorer, die vooral op de drive zijn eigen schot kan creëren. Ook zijn afstandsschot is een betrouwbaar wapen. Wiggins' balvaardigheid is echter nog onderontwikkeld en ook zijn spelinzicht en assertiviteit in de aanval zijn verbeterpunten. Verdedigend is Wiggins een uitmuntende één-op-één-speler. Met zijn combinatie van snelheid en lengte is hij in staat meerdere posities te verdedigen. Door zijn grote spanwijdte van 2,13 meter kan hij gemakkelijk steals pakken en schoten blocken. Hij wordt door NBA-critici vergeleken met Rudy Gay van de Sacramento Kings.

## Privéleven
Zijn broer Nick Wiggins is ook een profbasketballer.

## Erelijst
- NBA-kampioen: 2022
- NBA All-Star: 2022
- NBA Rookie of the Year: 2015
- NBA All-Rookie First Team: 2015

## Statistieken

### Regulier seizoen
| Seizoen  | Team                   | WG  | WS  | MPW  | 2P%  | 3P%  | FW%  | RPW | APW | SPW | BPW | PPW  |
| -------- | ---------------------- | --- | --- | ---- | ---- | ---- | ---- | --- | --- | --- | --- | ---- |
| 2014/15  | Minnesota Timberwolves | 82  | 82  | 36,2 | 43,7 | 31,0 | 76,0 | 4,6 | 2,1 | 1,0 | 0,6 | 16,9 |
| 2015/16  | Minnesota Timberwolves | 81  | 81  | 35,1 | 45,9 | 30,0 | 76,1 | 3,6 | 2,0 | 1,0 | 0,6 | 20,7 |
| 2016/17  | Minnesota Timberwolves | 82  | 82  | 37,2 | 45,2 | 35,6 | 76,0 | 4,0 | 2,3 | 1,0 | 0,4 | 23,6 |
| 2017/18  | Minnesota Timberwolves | 82  | 82  | 36,3 | 43,8 | 33,1 | 64,3 | 4,4 | 2,0 | 1,1 | 0,6 | 17,7 |
| 2018/19  | Minnesota Timberwolves | 73  | 73  | 34,8 | 41,2 | 33,9 | 69,9 | 4,8 | 2,5 | 1,0 | 0,7 | 18,1 |
| 2019/20  | Minnesota Timberwolves | 42  | 42  | 34,6 | 44,4 | 33,1 | 72,0 | 5,2 | 3,7 | 0,7 | 0,9 | 22,4 |
| 2019/20  | Golden State Warriors  | 12  | 12  | 33,6 | 45,7 | 33,9 | 67,2 | 4,6 | 3,6 | 1,3 | 1,4 | 19,4 |
| 2020/21  | Golden State Warriors  | 71  | 71  | 33,3 | 47,7 | 38,0 | 71,4 | 4,9 | 2,4 | 0,9 | 1,0 | 18,6 |
| 2021/22  | Golden State Warriors  | 73  | 73  | 31,9 | 46,6 | 39,3 | 63,4 | 4,5 | 2,2 | 1,0 | 0,7 | 17,2 |
| Carrière | Carrière               | 598 | 598 | 35,0 | 44,8 | 35,0 | 72,3 | 4,4 | 2,3 | 1,0 | 0,7 | 19,3 |
| All-Star | All-Star               | 1   | 1   | 15,0 | 57,1 | 50,0 | –    | 0,0 | 1,0 | 0,0 | 0,0 | 10,0 |

### Play-offs
| Seizoen  | Team                   | WG | WS | MPW  | 2P%  | 3P%  | FW%  | RPW | APW | SPW | BPW | PPW  |
| -------- | ---------------------- | -- | -- | ---- | ---- | ---- | ---- | --- | --- | --- | --- | ---- |
| 2017/18  | Minnesota Timberwolves | 5  | 5  | 32,8 | 44,1 | 33,3 | 60,0 | 5,2 | 2,0 | 0,4 | 0,4 | 15,8 |
| 2021/22  | Golden State Warriors  | 22 | 22 | 34,9 | 46,9 | 33,3 | 64,6 | 7,5 | 1,8 | 1,0 | 1,0 | 16,5 |
| Carrière | Carrière               | 27 | 27 | 34,5 | 46,4 | 3,33 | 63,5 | 7,1 | 1,9 | 0,9 | 0,9 | 16,4 |

00 Kuminga ·
0 Payton ·
1 Lee ·
2 Chiozza ·
3 Poole ·
4 Moody ·
5 Looney ·
8 Bjelica ·
9 Iguodala ·
11 Thompson ·
12 Weatherspoon ·
22 Wiggins ·
23 Green ·
30 Curry ·
32 Porter ·
33 Wiseman ·
95 Toscano-Anderson ·
Coach Kerr